# Jenakijeve
Jenakijeve (ukrainska: Єнакієве lyssna (fil); ryska: Енакиево, Jenakijevo) är en stad i Donetsk oblast i sydöstra Ukraina. Staden ligger cirka 38 kilometer nordost om Donetsk. Jenakijeve beräknades ha 76 673 invånare i januari 2022.
Under de proryska protesterna i Ukraina 2014 intogs staden av proryska separatister.